# Francisco Rodríguez Martínez
Francisco Rodríguez Martínez (Madrid, 1897 - setembre de 1972) va ser un militar espanyol.

## Biografia
Nascut a Madrid en 1897, va ser militar de carrera, pertanyent al cos d'Estat Major.
Durant la Guerra civil es va unir a les forces revoltades, estant destinat en la caserna general del «Generalísimo». Després del final de la guerra va ser nomenat fiscal superior de taxes, encarregat de la persecució del mercat negre.
En 1942 va ser nomenat director general de Seguretat, en substitució del coronel Gerardo Caballero. Per a aquesta data ostentava el rang de tinent coronel. Durant aquests anys també va ser procurador en les Corts franquistes i membre del Consell Nacional de FET y de las JONS. Durant el seu mandat va fundar del montepío del Cos General de Policia, del qual seria el seu president d'honor. Va seguir al capdavant de la Direcció general de Seguretat fins a 1951, sent succeït pel general Rafael Hierro.
Aficionat a la música, va arribar a ser president de l'Orquestra Simfònica de Madrid.
Va morir a Madrid al setembre de 1972.